# Абуна (річка)
Абуна (в Бразилії — Абунан, ісп. Río Abuná, порт. Rio Abunã) — річка у Південній Америці, в північній Болівії (департамент Пандо) та центрально-західній Бразилії (штати Акрі та Рондонія) — ліва притока річки Мадейри. Належить до водного басейну Амазонки → Атлантичного океану.

## Географія
Річка бере свій початок на кордоні, на південному сході штату Акрі (Бразилія) та північному заході департаменту Пандо (Болівія), в передгір'ї хребта Кордильєра-Орієнталь (на території Болівії має назву Кордильєра-Реаль). Тече у північно-східному, у середній та нижній течії, у східному — північно-східному напрямах, утворюючи більшу частину північного болівійського кордону (департамент Пандо) із Бразилією (штати Акрі та Рондонія). Впадає у річку Мадейру із лівого берега. Судноплавна протягом 320 км від гирла.
Річка Абуна має довжину 375 км, а від витоку річки Іна — 520 км. Площа басейну 35 870 м², із них 25 870 м² — в Болівії. Середньорічний стік води, у гирлі, становить 848 м³/с. Живлення дощове.

## Притоки
Річка Абуна на своєму шляху приймає воду багатьох приток, найбільші із них (від витоку до гирла):
- Раппіран (ліва)
- Ріо-Неґро (права, 367 км)